# Пингвин Шлегеля

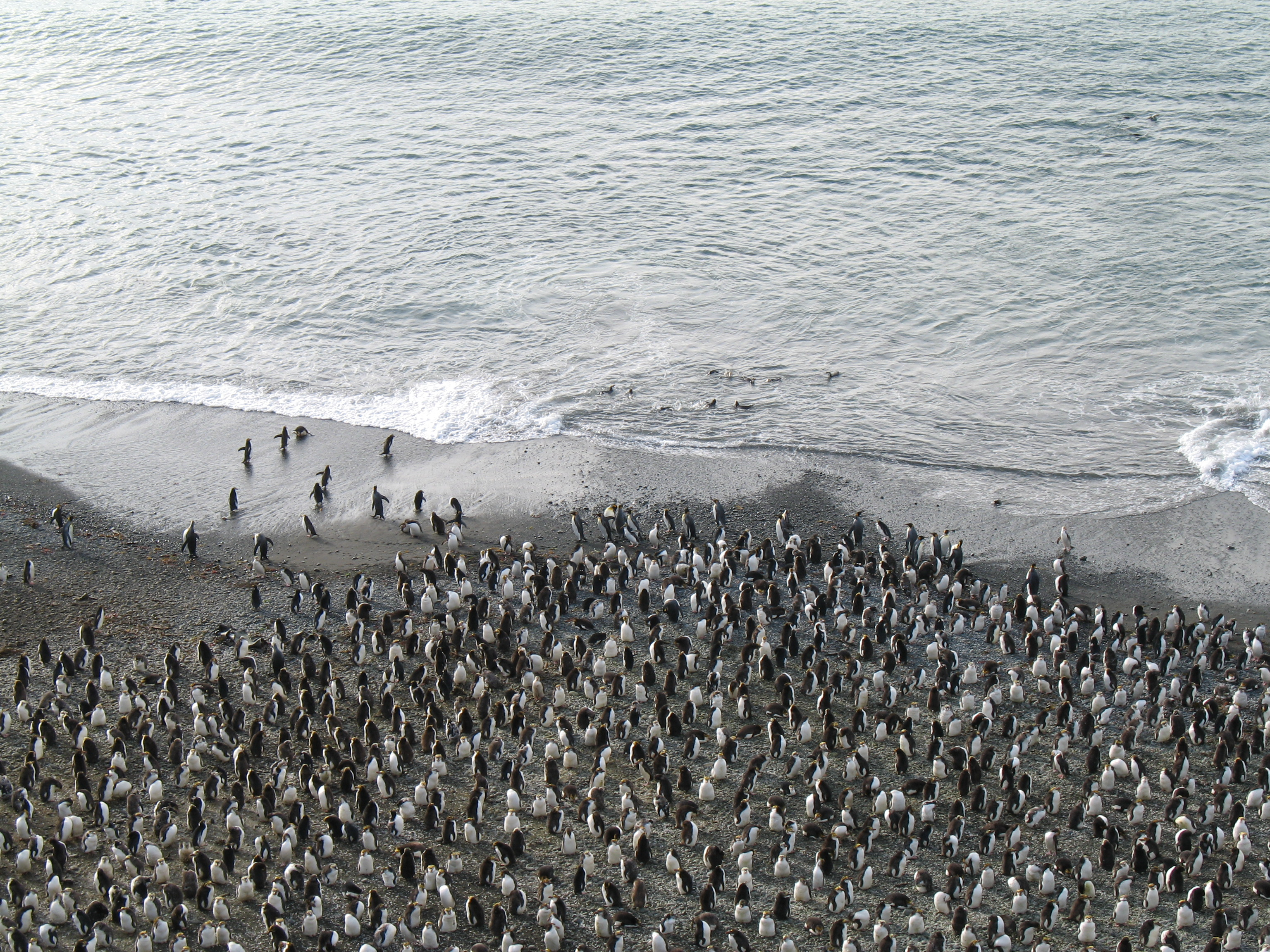
Колония пингвинов на берегу

Пингвин Шлегеля (лат. Eudyptes schlegeli) — вид хохлатых пингвинов, эндемики острова Маккуори. В некоторых источниках по причине эндемичности вид упоминается как пингвин Маккуори.
Пингвин Шлегеля — средних размеров пингвин. Взрослые особи достигают длины 70 см и массы около 6 кг. Данный вид пингвинов размножается только на острове Маккуори. Однако взрослые пингвины большую часть времени проводят в океане далеко от острова, где питаются крилем, мелкой рыбой, зоопланктоном.
Внешне пингвин Шлегеля похож на золотоволосого пингвина, ранее их даже выделяли в один вид как два подвида.
Климат острова Маккуори умеренный, и в отличие от пингвинов, живущих в Антарктиде, самка обычно кладёт два яйца, с инкубационным сроком около 35 дней.
На острове пингвины обычно образуют колонии до 500 тысяч особей, но иногда встречаются и мелкие колонии до 200 пар. Всего численность пингвинов оценивается в 2—2,5 млн птиц.

## Интересные факты
- В английском языке пингвин называется Royal Penguin, что приводит часто к путанице с королевским пингвином (King Penguin).